# Procletodema
Procletodema is een geslacht van kevers uit de familie van de loopkevers (Carabidae). De wetenschappelijke naam van het geslacht is voor het eerst geldig gepubliceerd in 1899 door Peringuey.

## Soorten
Het geslacht Procletodema is monotypisch en omvat slechts de volgende soort:
- Procletodema parallelum Peringuey, 1899